# 残梦
《残梦》（英語：Decrepit Dream），2012年在中国大陆上映的悬疑片、伦理片，由全能型艺人杨紫婷担任导演、编剧、制片人、主演。

## 剧情
新婚之夜，孟小路的丈夫郁成业在午夜24点死亡，死于砒霜中毒，呼吸衰竭而亡。负责判案的当地警察莫探长迅速展开调查研究，郁母为儿子报仇，让小人用白练勒住其脖子，打算把她掐死，幸亏莫探长及时赶到，才救了她，并且把她转移到安全的地方监禁。莫探长把郁家的下人老邱传唤到警察局问话。莫探长又到仙乐宫歌舞厅明察暗访，问过茉莉小姐的话儿。几日后，白梦到警局自首。莫探长于是去放掉孟小路，这时候，孟小路开始讲起了故事：
孟小路和孟小白是俩姊妹，因为战乱，两人家破人亡，沦为叫花子，幸亏富翁祝老爷的收留。祝家大少爷祝耀祖一心想得到孟小梦的身体，一日还被父亲抽了一个耳光。祝老爷驱逐儿子对小梦的追求是为了自己的利益，他用威逼的手段得到了小梦的身体，不过，这事情却被儿子祝耀祖知道了，他用这个消息威胁父亲，并且当着父亲的面，强暴了小梦。一日，小路被祝老爷和儿子祝耀祖关在房间准备轮奸，幸亏小梦赶到，用剪刀杀死了他们俩父子。而后，俩人开始逃亡，但是姐姐小梦为了救妹妹，跳下悬崖，从此，两人失去联系。直到小路和郁家少爷郁成业订婚后，去仙乐宫歌舞厅看歌舞，俩姊妹才相认。在俩人互相相认的时候，一个地痞偷听到了消息，并且冲入房间，持刀子打算要挟小梦，被小路一推，撞到桌子刺死了自己。不久之后，郁成业爱上了小路的姐姐小梦，两人还在家里偷情。天长日久，俩姊妹为了争夺郁成业，发生了争执和冲突。在郁成业结婚的晚上，郁成业为了证明自己对小梦的爱情，把砒霜下在酒水中，自己喝了。
莫探长知道了真相后，放了俩姊妹，小梦看破红尘，去了尼姑寺，出家为尼姑。

## 演员
| 演员   | 角色   | 备注                                                                       |
| 朱琳   | 郁母   | 郁成业的母亲。                                                             |
| 杨紫婷 | 孟小梦 | 离城的名角，艺名“白梦”，小路的姐姐，仙乐宫歌舞厅的台柱。郁成业是她的爱人。 |
| 孙文婷 | 孟小路 | 小梦的妹妹，郁家少爷郁成业的妻子，名存实亡，郁成业爱慕的是小梦。           |
| 午马   | 祝老爷 | 富翁                                                                       |
| 黄姿琪 | 大小姐 | 祝家的小姐。                                                               |
| 闻小炜 | 祝耀祖 | 祝家的少爷。                                                               |
| 霍政谚 | 郁成业 | 富家公子，爱上了小梦，并且为爱情而自杀。                                   |
| 郑昊   | 莫探长 |                                                                            |
| 陈木易 | 小陈   | 警察局的莫探长的助手。                                                     |
| 孟瞳迪 | 素素   |                                                                            |
| 河泓姗 | 小路   | 儿时的孟小路。                                                             |
| 李爽   | 茉莉   | 仙乐宫歌舞厅的歌女。                                                       |

## 制作
电影的时代背景是20世纪30年代的上海市。
杨紫婷谈起著名演员午马的加盟说：“午马老师演戏特别的认真，记台词也特别快，别看年纪大了比年轻演员记得还快。我唯一担心的就是午马老师的身体，年纪很大了还要跟我们年轻人演激情戏。”
电影为悬疑片、伦理片，并非情色片。

## 上映
电影出席了第68届威尼斯电影节。